# Junko Onishi
Junko Onishi (n. 18 octombrie 1974, Takasago, Prefectura Hyōgo, Japonia) este o înotătoare japoneză, medaliată olimpică. A participat la 2 ediții ale Jocurilor Olimpice (2000, 2004) în care a câștigat o medalie de bronz.